# Qmail
qmail är en populär e-postserver (MTA) som är känd för att ha mycket få säkerhetshål. Mailservern använder maildir-formatet för att lagra mail. Det finns till flera linux-varianter och BSD-varianter.
Qmail är skrivet av Daniel J. Bernstein